# Šemík

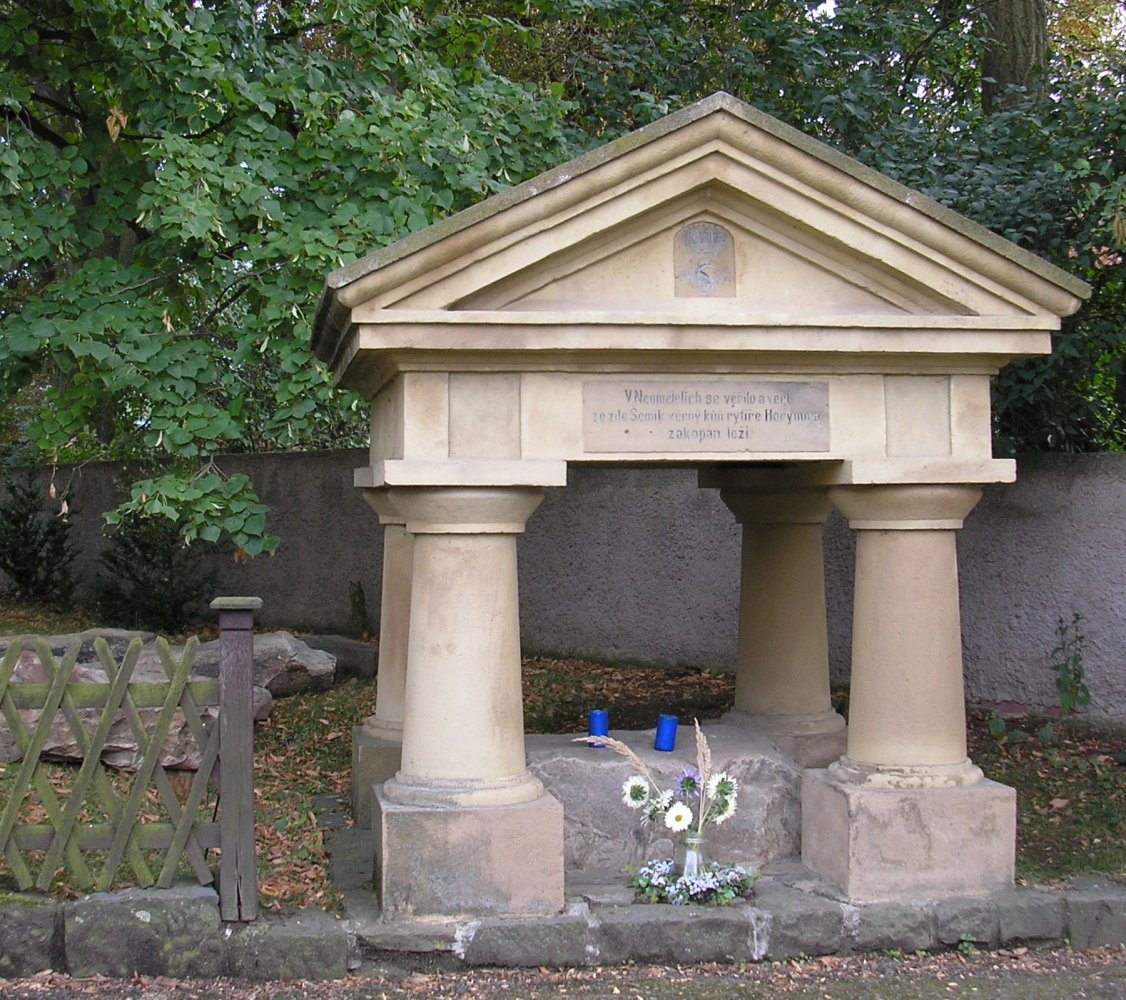
Grób Šemíka w Neumětelach

Šemík – koń z czeskich legend. Jego panem był władyka neumetelski Horymír, którego Šemík uratował przed pewną śmiercią skacząc odważnie ze skały koło Wyszehradu. Sam przy tym zginął. Według legendy został pochowany Neumětelach, gdzie dotąd znajduje się jego grób. Horymír i jego koń Šemík nie występują w źródłach historycznych.
Legenda po raz pierwszy pojawia się w Kronice czeskiej Václava Hájka z Libočan. Temat opracował literacko głównie Alois Jirásek w książce Staré pověsti české. Legenda opowiada o rywalizacji między dążeniem do wydobycia złota i srebra oraz pogonią za pieniądzem, które reprezentuje książę Krzesomysł, a pracą na roli reprezentowaną przez Horymíra. W tle toczy się rywalizacja między nowym a starym, między Czechami a niemieckimi kolonistami.

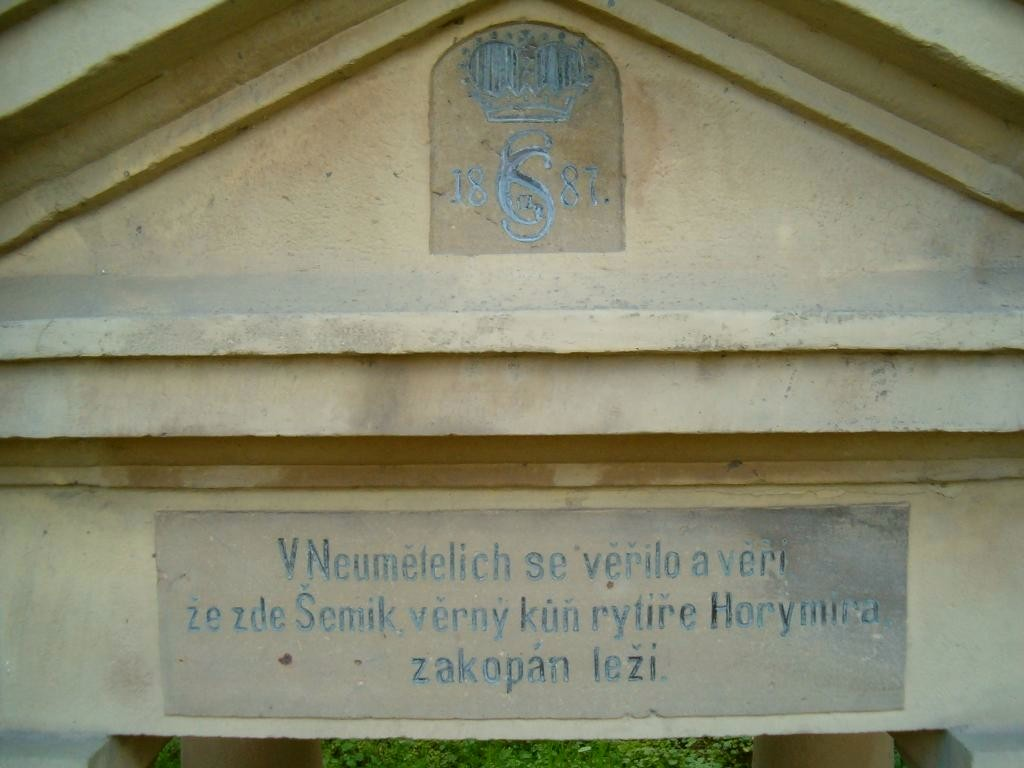
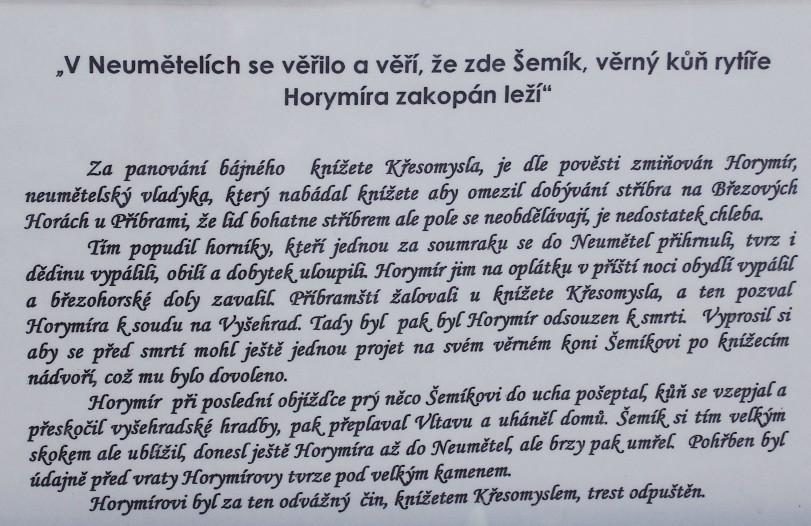